# One Superior Place
One Superior Place is een wolkenkrabber in Chicago, Verenigde Staten. De bouw van de woontoren begon in 1998 en werd in 1999 voltooid.

## Ontwerp
One Superior Place is 152,91 meter hoog en telt 52 verdiepingen. Het postmodernitische gebouw is door Loewenberg + Associates ontworpen en bevat naast woningen ook een supermartk, een fitnesscentrum en een buitenzwembad.
Omdat het gebouw vlak bij een kathedraal staat, heette de toren in de eerste plannen nog "Cathedral Place". Het bevat studio's, tweekamer appartementen en driekamer appartmenten.